# تاکایاما، گونما
تاکایاما، گونما (به لاتین: Takayama, Gunma) یک منطقهٔ مسکونی در ژاپن است که در استان گونما واقع شده‌است. تاکایاما ۶۴٫۱۸ کیلومتر مربع مساحت و ۳٬۶۹۸ نفر جمعیت دارد.